# Passiflora nitida
Passiflora nitida je biljka iz porodice Passifloraceae.